# قطعنامه ۴۱۰ شورای امنیت
قطعنامه ۴۱۰ شورای امنیت سازمان ملل متحد که در تاریخ ۱۵ ژوئن ۱۹۷۷ تصویب شد، سندی بین‌المللی دربارهٔ قبرس است. این قطعنامه طی نشست ۲٬۰۱۲ام با ۱۴ موافق، ۰ مخالف و ۰ ممتنع تصویب شد.